# 大町 (栃木市)
大町（だいちょう）は、栃木県栃木市の地名。郵便番号は328-0071。
　

## 地理
栃木地区北部に位置し、東は平柳町・昭和町、西は箱森町、南は小平町・嘉右衛門町、北は川原田町・都賀町合戦場と接している。
また、町域北部に都賀町平川の飛地を含む。

## 世帯数と人口
2017年（平成29年）8月31日現在の世帯数と人口は以下の通りである。
| 町丁 | 世帯数  | 人口    |
| ---- | ------- | ------- |
| 大町 | 734世帯 | 1,724人 |

## 施設
病院
- とちの木病院

金融
- 栃木銀行栃木北支店

郵便
- 栃木大町郵便局

商業
- 栃木温泉「湯楽の里」
- 吉野家そば処 栃木大町店
- イエローハット 栃木店（旧東武鉄道バス大町車庫跡地）
- 洋服の青山 栃木店

## 交通

### 道路
主要地方道
- 栃木県道3号宇都宮亀和田栃木線（蔵の街大通り・日光例幣使街道）
- 栃木県道32号栃木粕尾線（インター通り）
- 栃木県道37号栃木粟野線（粟野街道）

一般県道
- 栃木県道309号栃木環状線（栃木バイパス）

## 小・中学校の学区
市立小・中学校に通う場合、学区は以下の通りとなる。
| 番地 | 小学校                 | 中学校               |
| ---- | ---------------------- | -------------------- |
| 全域 | 栃木市立栃木第三小学校 | 栃木市立栃木東中学校 |